# James Masilamony Arul Das
James Masilamony Arul Das (* 14. Januar 1930 in Udagamandalam; † 30. August 2004) war Erzbischof von Madras-Mylapore.

## Leben
James Masilamony Arul Das empfing am 20. Dezember 1955 die Priesterweihe.
Paul VI. ernannte ihn am 21. Dezember 1973 zum Bischof von Ootacamund. Der Erzbischof von Changanacherry, Antony Padiyara, weihte ihn am 20. Februar des nächsten Jahres zum Bischof; Mitkonsekratoren waren Packiam Arokiaswamy, Erzbischof von Bangalore, und Savarinathen Iruthayaraj, Bischof von Palayamkottai. 
Papst Johannes Paul II. ernannte ihn am 11. Mai 1994 zum Erzbischof von Madras-Mylapore. 